# Pitarkoú
Pitarkoú (grec moderne : Πιταρκού) est un village chypriote situé dans le district de Paphos et comptant plus de 0 habitants.